# تپه تاپ تاپان ۱
تپه تاپ تاپان ۱ مربوط به سده‌های اولیه دوران‌های تاریخی پس از اسلام است و در شهرستان مراغه، بخش سراجو، دهستان سراجوی جنوبی، ۱/۵ کیلومتری روستای سرکارآباد واقع شده و این اثر در تاریخ ۱۸ اسفند ۱۳۸۷ با شمارهٔ ثبت ۲۵۲۰۰ به‌عنوان یکی از آثار ملی ایران به ثبت رسیده است.